# Вероник Жоне
Веронѝк Жонѐ (на френски: Véronique Genest, родена като Веронѝк Марѝ Комбуило̀, Véronique Marie Combouilhaud) e френска филмова, театрална и телевизионна комедийна актриса.  Дебютира в киното през 1980 г. с второстепенна роля във филма „La Banquière“. Втората продукция, в която се снима е сериалът „Нана“ по едноименния роман на Емил Зола, който ѝ донася популярност. До началото на 2010 г. се и снимала общо в 42 филма и сериала. В България е известна с ролите си в сериалите „Нана“ (1981), „Ги дьо Мопасан“ (1982), „Студена пот“ (1988) и „Жули Леско“ (1992 – 2010).